# 19 tháng 9
Ngày 19 tháng 9 là ngày thứ 262 (263 trong năm nhuận) trong lịch Gregory. Còn 103 ngày trong năm.

## Sự kiện
- 1356 – Chiến tranh Trăm Năm: Quân Anh đánh bại quân Pháp và bắt giữ quốc vương của Pháp là Jean II trong trận Poitiers.
- 1442 – Vụ án Lệ Chi Viên: Đại thần Nguyễn Trãi của nhà Hậu Lê và gia quyến bị tru di tam tộc do bị khép vào âm mưu thí nghịch.
- 1885 – Tại tòa Khâm sứ Pháp tại Trung Kỳ, Nguyễn Phúc Ưng Kỷ làm lễ thụ phong, được tôn làm hoàng đế thứ 9 của triều Nguyễn, đặt niên hiệu là Đồng Khánh.
- 1893 – Thống đốc New Zealand tán thành Đạo luật Tuyển cử, trao cho toàn thể phụ nữ tại New Zealand quyền bỏ phiếu.
- 1940 – Chiến tranh thế giới thứ hai: Điệp viên Ba Lan Witold Pilecki tình nguyện để bị bắt giữ và bị đưa đến Auschwitz để thu thập và tuồn thông tin cho phong trào kháng chiến.
- 1941 – Chiến tranh thế giới thứ hai: Trận Kiev, quân Đức tiến vào Kiev, Ukraina sau khi quân Liên Xô rút khỏi thành phố, đây là một thảm hoạ quân sự của Liên Xô
- 1944 – Chiến tranh thế giới thứ hai: Phần Lan và Liên Xô ký đình chiến, kết thúc Chiến tranh Tiếp diễn.
- 1952 – Hoa Kỳ quyết định sẽ thẩm vấn Charlie Chaplin nếu ông trở lại nước này sau khi thăm Anh Quốc vì ông là đảng viên Đảng Cộng sản.
- 1973 – Quốc vương Carl XVI Gustaf của Thụy Điển tiến hành lễ đăng quang tại Stockholm.
- 1983 – Saint Kitts và Nevis giành độc lập khỏi Vương quốc Anh.
- 1991 – Người băng Ötzi, một xác ướp tự nhiên được bảo quản rất tốt của một người đàn ông từ khoảng năm 3300 TCN, được khám phá bởi hai người Đức đi du lịch.
- 2006 – Quân đội Hoàng gia Thái Lan đảo chính chính phủ được bầu của Thủ tướng Thaksin Shinawatra trong lúc ông ở Thành phố New York vì hội họp Đại hội đồng Liên Hợp Quốc.

## Sinh

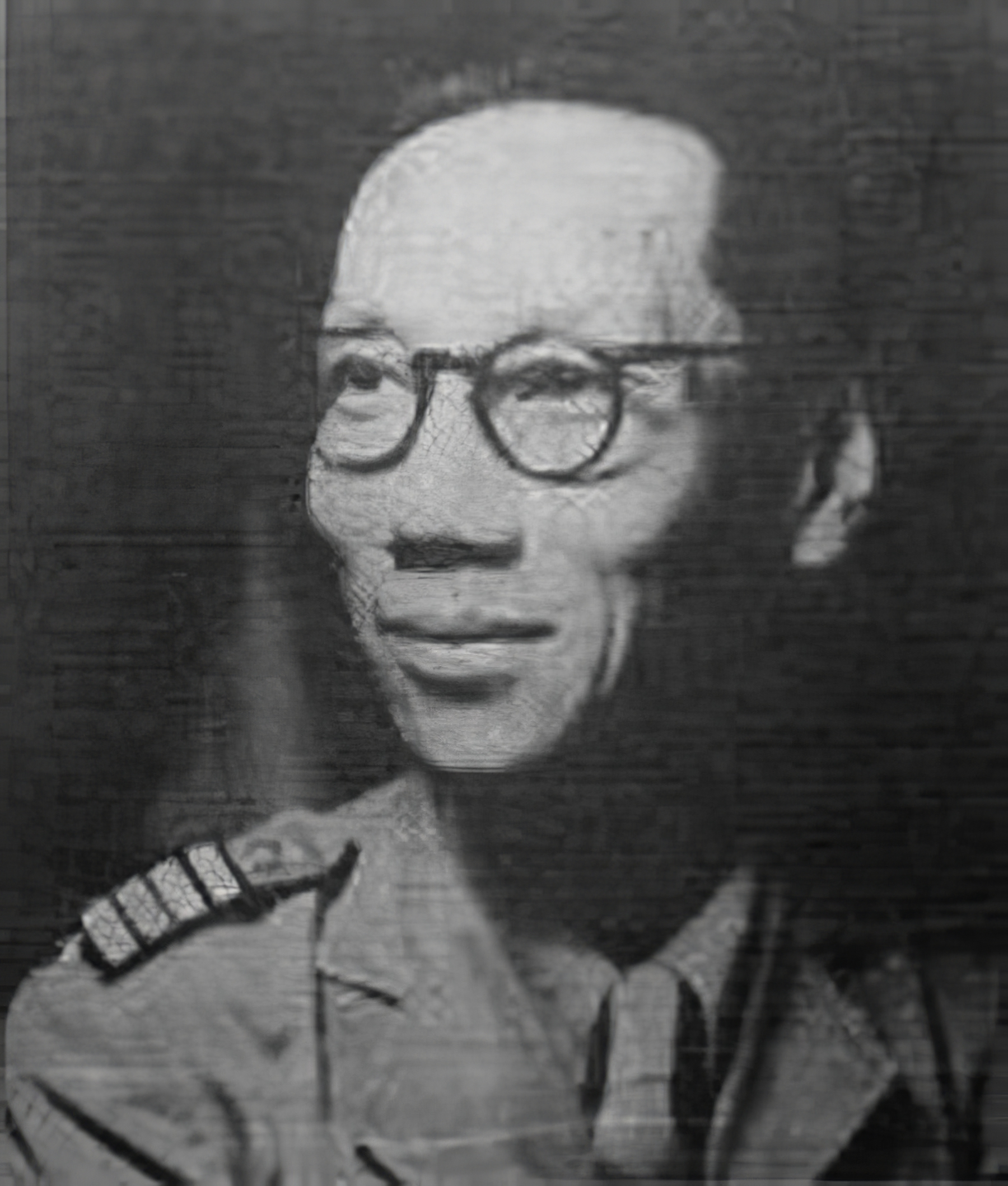
Vua Duy Tân

- 1900 – Nguyễn Phúc Vĩnh San, tức vua Duy Tân, hoàng đế thứ 11 của nhà Nguyễn (m. 1945).
- 1916 - Giáo sư Vũ Khiêu, là một học giả nghiên cứu về văn hóa Việt Nam.
- 1919 – Hòa thượng Thích Huyền Quang, lãnh đạo Phật giáo Việt Nam, vị tăng thống thứ tư của Giáo hội Phật giáo Việt Nam Thống nhất (m. 2008).
- 1985 - Song Jong Ki, diễn viên nổi tiếng Hàn Quốc.
- 1986 - Nguyễn Hải Yến, nữ ca sĩ người Việt Nam

## Mất
- 1777 – Tân Chính vương Nguyễn Phúc Dương, một trong những chúa Nguyễn cuối cùng của Đàng Trong.
- 1843 – Gaspard-Gustave de Coriolis, nhà toán học và nhà vật lý người Pháp
- 1881 – James A. Garfield, Tổng thống Hoa Kỳ (s. 1831)
- 1885 – Nguyễn Phúc Gia Trinh, phong hiệu Mậu Hòa Công chúa, công chúa con vua Minh Mạng (s. 1823)
- 1969 – Nguyễn Thế Truyền, nhà báo và nhà cách mạng Việt Nam (s. 1898)
- 2001 – Nguyễn Tôn Hoàn, lãnh tụ Đảng Đại Việt, phó thủ tướng Việt Nam Cộng hòa (s. 1917)
- 2020 - nhạc sĩ Phó Đức Phương (s. 1944)